# Movimento dei Socialisti Democratici
Il Movimento dei Socialisti Democratici (in greco Κίνημα Δημοκρατών Σοσιαλιστών?, Kinīma Dīmokratōn Sosialistōn) è un partito politico greco fondato il 3 gennaio 2015 da George Papandreou dopo la scissione dal Movimento socialista panellenico (PASOK).
Il partito utilizza To Kinīma (Το Κίνημα, "Il movimento") come abbreviazione ufficiale per il nome del partito, nonostante diversi media e sondaggi di opinione abbiano fatto riferimento a questo partito usando l'acronimo KIDĪSO (ΚΙΔΗΣΟ).

## Risultati elettorali
| Elezione                   | Voti     | %        | Seggi   |
| -------------------------- | -------- | -------- | ------- |
| Parlamentari 2015          | 152.230  | 2,5      | 0 / 300 |
| Parlamentari 2019          | In KINAL | In KINAL | 2 / 300 |
| Parlamentari 2023 (maggio) | In KINAL | In KINAL | 1 / 300 |
| Parlamentari 2023 (giugno) | In KINAL | In KINAL | 1 / 300 |